# Van Halen (álbum)
Van Halen es el álbum debut del grupo estadounidense de hard rock Van Halen, lanzado en el año 1978. Aunque el disco se encuentra entre los 20 más vendidos en los años 1970, con más de 11 millones de copias vendidas a nivel mundial, no pasó del puesto 19 en las listas de éxitos de su país durante su lanzamiento, ni del 34 en el Reino Unido.
Pese a que el disco suena como si fuera en directo es un disco de estudio en el que el productor, Ted Templeman introdujo ecos y efectos añadidos que le dan contundencia.
Durante la grabación se usó una técnica entonces novedosa para los solos: el tapping, que consiste en usar ambas manos en el mástil de la guitarra, técnica popularizada por Eddie Van Halen, que durante la promoción del disco tocaba los solos de espaldas al público para esconder su técnica.
El disco fue incluido por la revista Rolling Stone en el puesto 410 de los 500 mejores álbumes de todos los tiempos.

según la crítica este sería el álbum que daría paso al Glam Metal incluso mucho antes que bandas como Mötley Crüe o Kix

## Lista de canciones
Todos los temas escritos por Michael Anthony, David Lee Roth, Alex Van Halen y Eddie Van Halen, excepto donde se especifica.
1. Runnin' with the Devil (3:36)
2. Eruption (1:42)
3. You Really Got Me (Ray Davies) (2:37)
4. Ain't Talkin' 'Bout Love (3:49)
5. I'm the One (3:46)
6. Jamie's Cryin' (3:30)
7. Atomic Punk (3:01)
8. Feel Your Love Tonight (3:42)
9. Little Dreamer (3:22)
10. Ice Cream Man (John Brim) (3:19)
11. On Fire (3:00)

## Equipo de producción
- Productor: Ted Templeman
- Ingenieros: Donn Landee, Peggy McCreary, Kent Nebergall
- Coordinador de proyecto: Jo Motta
- Dirección de Arte: Dave Bhang
- Diseño: Dave Bhang
- Fotografía: Elliot Gilbert
- Tipografías: Jodi Cohen

## Listas
Álbum - Billboard (Norteamérica)
| Año  | Lista             | Posición |
| ---- | ----------------- | -------- |
| 1978 | Pop Albums        | 19       |
| 1984 | The Billboard 200 | 117      |

Sencillos - Billboard (Norteamérica)
| Año  | Sencillo                 | Lista       | Posición |
| ---- | ------------------------ | ----------- | -------- |
| 1978 | "Runnin' With The Devil" | Pop Singles | 84       |
| 1978 | "You Really Got Me"      | Pop Singles | 36       |

## Certificación RIAA
- Oro: 24 de mayo de 1978
- Platino: 10 de octubre de 1978
- Multiplatino:
  - 22 de octubre de 1984 (5x)
  - 11 de febrero de 1989 (6x)
  - 29 de septiembre de 1993 (7x)
  - 11 de julio de 1994 (8x)
  - 7 de agosto de 1996 (10x)
- Diamante: 16 de marzo de 1999